# Чарат Сінґх
Чарат Сінґх (пенджаб. चरत सिंह; 1722–1774) — 2-й місальдар (очільник) місаля Сукерчакія у 1752—1774 роках.

## Життєпис
Походив народився в родині місальдара Нодх Сінґха та Лалі Каур. Народився 1732 року (за іншими відомостями це сталося 1729 або 1732 року). Розпочав військову діяльність під орудою батька та джатедара Наваб Капур Сінґха.
1752 року після загибелі батька успадкував володіння. У 1756 році одружився з Десан Каур, донькою правителя Аміра Сінґха, раджи Варайха. Переніс резиденцію до Гуджранвали, де 1758 року звів цегляну фортецю. 1759 року відзначився під час оборони Лахору від дурранійської армії.
У 1760 році Ходжа Убейд-хан, субадар Лахора, напав на Гуджранвал, але був повністю розгромлений у наступній битві, оскільки Чарат Сінґх заздалегідь знав про атаку. У 1761 році сикхи з Емінабаду попросили його допомоги проти афганського фаудждара Нур уд-Діном Бамзая. У битві біля форту Фодждар Чарат Сінґх здобув перемогу. Того ж року в битві біля Сіалкоту переміг Тимура Дуррані, назіма Лахора і Мультану. У 1762 році брав участь у битві біля фортеці Малеркота, де отримав 19 поранень. Того ж року напав на ар'єргард відступаючої дурранійської армії Ахмед-шаха, зрештою захопивши міста Вазірабад, Ахмадабад, Рохтас, Данні, Чаквал, Джабалпур, Пінд Дадан Хан, Кот Сахіб, Раджа-Ка-Кот. 1763 року в новій битві біля Сіалкоту здолав дурранійського командувача Джахан Хана. 1764 року брав участь у битві біля Сирхінду, де було переможено афганського фауджара Зайн Хана.
У 1774 році спільно з Джай Сінгхом, місальдаром Канхеї рушив на допомогу Брідж Радж Део проти його батька Ранджит Део, раджи Джамму. На допомогу останньому прийшов Джханда Сінґх, магараджа Амритсара і Лахора. Загинув під час розриву гармати під час облоги замку. Йому спадкував старший син Мага Сінґх.